# Scleropauropus scleroticus
Scleropauropus scleroticus är en mångfotingart som beskrevs av Imre Loksa 1966. Scleropauropus scleroticus ingår i släktet hårdfåfotingar, och familjen fåfotingar. Inga underarter finns listade i Catalogue of Life.